# Patrick Koshoni
Patrick Seubo Koshoni (17 avril 1943 - 25 janvier 2020) est un vice-amiral de la marine nigériane, ancien chef d'état-major de la marine. Ministre de la santé sous l'administration du général Buhari, il essayé de promouvoir un programme national d'assurance permettant un traitement médical sans exiger un acompte.

## Jeunesse et éducation
Né à Lagos le 17 avril 1943, Patrick Koshoni a rejoint la marine nigériane le 11 juin 1962 après des études secondaires au St Finbarr's College d'Akoka (en) au Lagos. La même année, il a commencé la formation des cadets de la marine à la National Defence Training Academy de l'Inde et a été promu sous-lieutenant le 16 juillet 1964.

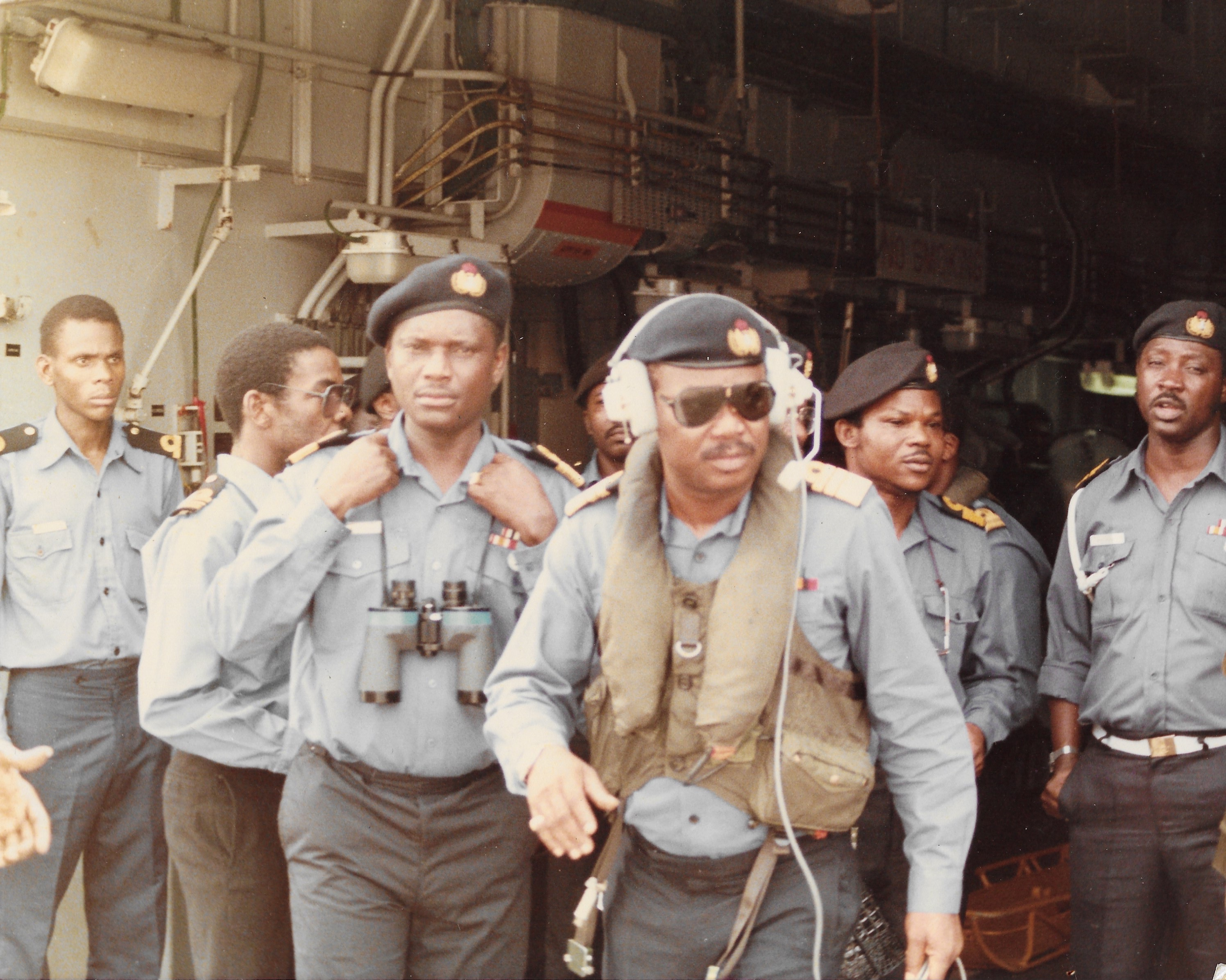
Le vice-amiral Patrick Seubo Koshoni lors d'un exercice naval

## Carrière
L'amiral Koshoni a suivi de nombreux cours de marine, de gestion et de leadership et a dirigé de nombreuses nominations[pas clair], comités et groupes de travail navals et militaires.Il a été trois fois ministre dans divers régimes militaires, à la tête des ministères de la Santé, des Transports et de l'Aviation, de l'Emploi, du Travail et de la Productivité[réf. nécessaire]
.
Il a été nommé chef d'état-major de la marine d'octobre 1986 à janvier 1990, après plusieurs années à des postes politiques.
Le mandat du vice-amiral Koshoni en tant que CNS[Quoi ?] a conduit à la stratégie du trident de la marine nigériane qui articulait les impératifs stratégiques maritimes du Nigéria tout en rationalisant l'acquisition de plates-formes pour la taille et la forme appropriées du NN[pas clair]. D'autres initiatives sous son mandat comprenaient la rationalisation de la main-d'œuvre, les programmes de formation, la réforme logistique et les programmes de protection sociale pour remonter le[Quoi ?].